# Ophidion (Orchidaceae)
Ophidion es un género que tiene asignada seis especies de orquídeas, de la tribu Epidendreae perteneciente a la familia (Orchidaceae). 

## Hábitat
Se encuentran desde Venezuela a Perú en elevaciones de 500 a 1000 m s. n. m.

## Descripción
Según Carl Luer. Las plantas son epífitas que se desarrollan en clima frío en las selvas de montañas en elevaciones de 500 a 1000 metros. Tienen cortos ramicauls con la inflorescencia emergiendo desde un annulus (anillo).
Su nombre significa "casi serpiente" en griego, refiriéndose a la punta unida de los sépalos laterales formando una ventana.

## Especies seleccionadas
| - Ophidion cunabulum - Ophidion cymbula - Ophidion dasyglossum - Ophidion pleurothallopsis |